# Yohan Croizet
Yohan Croizet-Kollár (Sarrebourg, 1992. február 15. –) francia labdarúgó, jelenleg a Zalaegerszegi TE középpályása.

## Pályafutása

### Klubcsapatokban
Croizet a francia Metz akadémiáján nevelkedett, a felnőtt csapatban 2011 augusztusában mutatkozott be egy Guingamp elleni Ligue 2 mérkőzésen. 2013-ban a belga RE Virton csapatához szerződött. 2014 és 2016 között a belga élvonalbeli OH Leuven, 2016 és 2018 között pedig a KV Mechelen játékosa volt. 2018-ban az USA-ba szerződött a Sporting Kansas City csapatához; az MLS-ben ötvenkét mérkőzésen három gólt szerzett. 2020-ban ismét az OH Leuven játékosa lett. 

#### Újpest
2021 február óta az Újpest FC játékosa. 2021-ben MOL Magyar Kupa-győztes. Egyike volt a 2021/22-es szezon újpesti "támadótriumvirátusának" Giorgi Beridzével és Budu Zivzivadzével. A 2022/23-as szezon azonban rosszul indult mind neki, mind csapatának, Budu Zivzivadzét visszavette a MOL Fehérvár, Giorgi Beridze pedig ingyen távozott a klubtól, erre tett rá egy lapáttal mikor a nyári felkészülés alatt, a Bohemians Praha ellen súlyos térdsérülést szerzett, amely után féléves kihagyás várt rá. Újra 2023. február 26-án térhetett vissza csereként, amikor Ognjen Mudrinszkit váltotta. 2023. január 27-én hosszabbított az Újpestel.  2023. április 1-én a Zalaegerszeg elleni bajnoki mérkőzés 60. percében térde kicsavarodott, sérülése kiújult, így a szezon hátralévő mérkőzésein már nem léphetett pályára. Hosszú sérülése azt eredményezte, hogy Nebojsa Vignjevics vezetőedző nem tartott rá igényt, így kénytelen volt új csapatot keresni magának.

#### Zalaegerszegi TE
2023. augusztus 28-án Zalaegerszegi TE-hez került kölcsönbe.  2024. április 5-én az Újpest ellen 2 gólt lőtt az 5–1-re megnyert idegenbeli bajnoki mérkőzésen.

## Sikerei, díjai
Újpest
- Magyar Kupa-győztes: 2020–21